# Diwan FM
Diwan FM (arabe : ديوان إف إم) est une station de radio tunisienne privée.
Première radio privée diffusée depuis Sfax, elle reçoit une licence le 20 avril 2015 de la part de la Haute Autorité indépendante de la communication audiovisuelle et démarre ses programmes le 1er octobre de la même année,.